# Manuel Caballero
Manuel Caballero Santos (ur. 1 kwietnia 1926 w Los Santos de Maimona w prowincji Badajoz, Hiszpania, zm. 10 kwietnia 2002 w Sewilli) – hiszpański artysta plastyk.
Studiował sztuki piękne w Sewilli. W 1949 r. został członkiem Opus Dei. W latach 1951–1966 mieszkał w Rzymie, gdzie współdziałał przy wznoszeniu siedziby Opus Dei w Villa Tevere. Z bezpośredniej inspiracji założyciela Opus Dei, św. Josemarii Escrivá tworzył obrazy, rzeźby, mozaiki, ceramikę artystyczną i inne dzieła. Jego dziełem jest wizerunek Madonny z Dzieciątkiem, umieszczony w apsydzie kościoła prałackiego NMP Królowej Pokoju, gdzie później spoczęły również relikwie św. Josemarii. W 1964 r. według wskazówek świętego wykonał figurę NMP Matki Pięknej Miłości (hiszp. Madre del Amor Hermoso) dla sanktuarium w San Vincente de Cañete w Peru. Po powrocie do Sewilli kontynuował działalność artystyczną, głównie w dziedzinie malarstwa religijnego.